# Nový Dvůr (Zdíkov)
Nový Dvůr je nejvýše položená vesnice (865 metrů), část obce Zdíkov v okrese Prachatice v Jihočeském kraji. V roce 2011 zde trvale žilo 82 obyvatel.

## Historie
První písemná zmínka o vesnici pochází z 18. století.
Nový Dvůr vznikl roku 1964 jako část obce Zdíkov v okrese Prachatice.
Dříve byla tato vesnice nazývána Horní Dvůr, a spodní část, dnešní Baurův Dvůr jako Dolní Dvůr. V minulosti byla obec známa především těžbou křemene pro šumavské sklárny. Tvrdilo se o něm, že to byl nejkvalitnější křemen na celé Šumavě, který se drtil v nedalekém Pucherském mlýně a následně byl dopravován i do hodně vzdálených skláren. Pozůstatkem těžby v lomu Nový Kýz je Jezírko u Kyzu, zatopená lomová jáma v lese asi 1,5 kilometru jihozápadně od Nového Dvora.

## Obyvatelstvo
| Rok            | 1869 | 1880 | 1890 | 1900 | 1910 | 1921 | 1930 | 1950 | 1961 | 1970 | 1980 | 1991 | 2001 | 2011 | 2021 |
| -------------- | ---- | ---- | ---- | ---- | ---- | ---- | ---- | ---- | ---- | ---- | ---- | ---- | ---- | ---- | ---- |
| Počet obyvatel | 0    | 493  | 474  | 547  | 585  | 0    | 485  | 0    | 161  | 151  | 125  | 82   | 84   | 82   | 79   |
| Počet domů     | 0    | 53   | 51   | 53   | 58   | 59   | 70   | 0    | 0    | 49   | 44   | 68   | 66   | 75   | 82   |